# Clasificación para la Eurocopa 2008

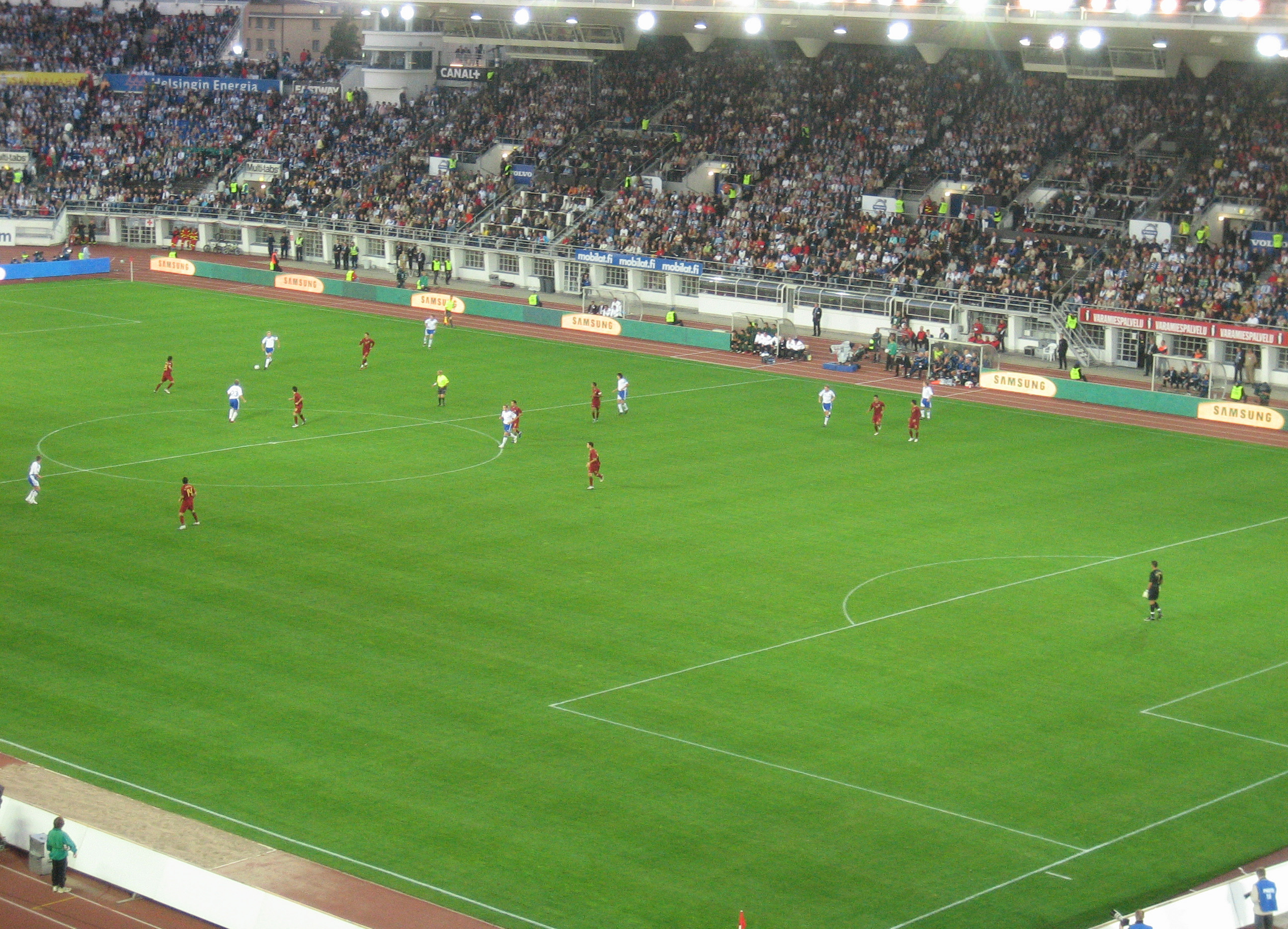
Partido entre y en el Grupo A de la clasificación para la Eurocopa 2008.

Durante la clasificación para la Eurocopa 2008, 50 selecciones nacionales pertenecientes a la UEFA participaron con el fin de alcanzar uno de los 14 cupos disponibles para la fase final de dicho torneo, a realizarse en Austria y Suiza durante 2008. Los seleccionados de Austria y Suiza ya estaban clasificados por derecho de organizadores.
Los 50 equipos fueron distribuidos de acuerdo a los coeficientes establecidos por la UEFA respecto a sus resultados en la clasificación a la Eurocopa 2004 y en la clasificación a la Copa Mundial de Fútbol de 2006. Solamente se contaron los partidos de grupo y no los partidos de repesca posteriores. Además, se tomaron las siguientes consideraciones:
- Grecia fue nominada automáticamente como cabeza de serie por ser el campeón defensor.
- Portugal no participó en la clasificatoria a la Euro 2004, por ser país organizador.
- Alemania no participó en la clasificatoria a la Copa Mundial de 2006, por ser país organizador, por lo que fueron considerados los datos de la clasificación a la Copa Mundial de Fútbol de 2002.
- Kazajistán participó por primera vez en un torneo europeo en la clasificatoria a la Copa Mundial de 2006. Sus antecedentes en la Copa Asiática de 2004 no fueron considerados.

El sorteo se celebró el 27 de enero de 2006 en Montreux, Suiza. En el sorteo participó el seleccionado de Serbia y Montenegro, el cual meses después desapareció y se formaron las selecciones de Serbia y de Montenegro. El combinado serbio, considerado sucesor del anterior equipo unificado, participó en sustitución de Serbia y Montenegro; en cambio, Montenegro, que aún no era miembro de UEFA, no participó en este proceso clasificatorio. 
Grecia, el campeón defensor, fue amonestado por la FIFA por interferencia del gobierno en la Federación Helénica de Fútbol por lo que estaba suspendida para la participación en torneos internacionales. Pese a ello, el castigo fue revocado cuando el parlamento griego reparó la situación.
Se clasificaron para la fase final los dos primeros clasificados de cada grupo, establecidos de acuerdo al número de puntos obtenidos (3 por victoria, 1 por empate). En caso de empate en puntuación, los equipos definen su lugares de la siguiente manera:
1. Mayor número de puntos obtenidos en los partidos entre los equipos empatados en puntuación.
2. Diferencia de goles en los partidos entre los equipos empatados en puntuación.
3. Mayor número de goles anotados en los partidos entre los equipos empatados en puntuación.
4. Mayor número de goles anotados en los partidos de visita entre los equipos empatados en puntuación.
5. En caso de mantenerse el empate, se aplican los criterios anteriores, pero con respecto a todos los partidos del grupo.
6. Mejor conducta en todos los partidos del grupo.
7. Sorteo.

Se formaron los siguientes grupos:
| Grupo A    | Grupo B     | Grupo C            | Grupo D         |
| ---------- | ----------- | ------------------ | --------------- |
| Armenia    | Escocia     | Bosnia-Herzegovina | Alemania        |
| Azerbaiyán | Francia     | Grecia             | Chipre          |
| Bélgica    | Georgia     | Hungría            | Eslovaquia      |
| Finlandia  | Islas Feroe | Malta              | Gales           |
| Kazajistán | Italia      | Moldavia           | Irlanda         |
| Polonia    | Lituania    | Noruega            | República Checa |
| Portugal   | Ucrania     | Turquía            | San Marino      |
| Serbia     |             |                    |                 |

| Grupo E    | Grupo F           | Grupo G      |
| ---------- | ----------------- | ------------ |
| Andorra    | Dinamarca         | Albania      |
| Croacia    | España            | Bielorrusia  |
| Estonia    | Irlanda del Norte | Bulgaria     |
| Inglaterra | Islandia          | Eslovenia    |
| Israel     | Letonia           | Luxemburgo   |
| Macedonia  | Liechtenstein     | Países Bajos |
| Rusia      | Suecia            | Rumania      |

## Resultados

### Grupo A

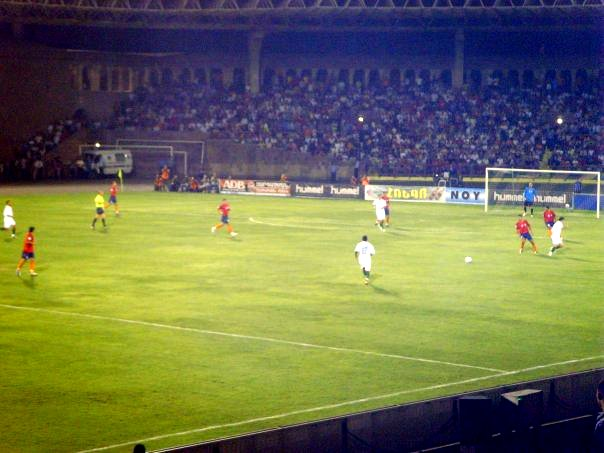
Partido entre Armenia y Portugal, disputado en Ereván, con resultado final de empate a uno.

| Pos. | Equipo     | Pts. | PJ | G | E | P | GF | GC | Dif. | Clasificación |
| ---- | ---------- | ---- | -- | - | - | - | -- | -- | ---- | ------------- |
| 1    | Polonia    | 28   | 14 | 8 | 4 | 2 | 24 | 12 | +12  | Eurocopa 2008 |
| 2    | Portugal   | 27   | 14 | 7 | 6 | 1 | 24 | 10 | +14  | Eurocopa 2008 |
| 3    | Serbia     | 24   | 14 | 6 | 6 | 2 | 22 | 11 | +11  |               |
| 4    | Finlandia  | 24   | 14 | 6 | 6 | 2 | 13 | 7  | +6   |               |
| 5    | Bélgica    | 18   | 14 | 5 | 3 | 6 | 14 | 16 | −2   |               |
| 6    | Kazajistán | 10   | 14 | 2 | 4 | 8 | 11 | 21 | −10  |               |
| 7    | Armenia    | 9    | 12 | 2 | 3 | 7 | 4  | 13 | −9   |               |
| 8    | Azerbaiyán | 5    | 12 | 1 | 2 | 9 | 6  | 28 | −22  |               |

 Fuente: [cita requerida]
Notas:
1. 1 2  Los partidos entre Armenia y Azerbaiyán no se jugaron por los conflictos entre ambos países.

| Fecha                    | Lugar        |            |                       | Resultado                                      |                       |            |
| ------------------------ | ------------ | ---------- | --------------------- | ---------------------------------------------- | --------------------- | ---------- |
| 16 de agosto de 2006     | Bruselas     | Bélgica    | Bandera de Bélgica    | 0:0                                            | Bandera de Kazajistán | Kazajistán |
| 2 de septiembre de 2006  | Bydgoszcz    | Polonia    | Bandera de Polonia    | 1:3 (0:0)                                      | Bandera de Finlandia  | Finlandia  |
| 2 de septiembre de 2006  | Belgrado     | Serbia     | Bandera de Serbia     | 1:0 (0:0)                                      | Bandera de Azerbaiyán | Azerbaiyán |
| 6 de septiembre de 2006  | Helsinki     | Finlandia  | Bandera de Finlandia  | 1:1 (1:1)                                      | Bandera de Portugal   | Portugal   |
| 6 de septiembre de 2006  | Varsovia     | Polonia    | Bandera de Polonia    | 1:1 (1:0)                                      | Bandera de Serbia     | Serbia     |
| 6 de septiembre de 2006  | Ereván       | Armenia    | Bandera de Armenia    | 0:1 (0:1)                                      | Bandera de Bélgica    | Bélgica    |
| 6 de septiembre de 2006  | Bakú         | Azerbaiyán | Bandera de Azerbaiyán | 1:1 (1:1)                                      | Bandera de Kazajistán | Kazajistán |
| 7 de octubre de 2006     | Almaty       | Kazajistán | Bandera de Kazajistán | 0:1 (0:0)                                      | Bandera de Polonia    | Polonia    |
| 7 de octubre de 2006     | Ereván       | Armenia    | Bandera de Armenia    | 0:0                                            | Bandera de Finlandia  | Finlandia  |
| 7 de octubre de 2006     | Belgrado     | Serbia     | Bandera de Serbia     | 1:0 (0:0)                                      | Bandera de Bélgica    | Bélgica    |
| 7 de octubre de 2006     | Oporto       | Portugal   | Bandera de Portugal   | 3:0 (2:0)                                      | Bandera de Azerbaiyán | Azerbaiyán |
| 11 de octubre de 2006    | Chorzów      | Polonia    | Bandera de Polonia    | 2:1 (2:0)                                      | Bandera de Portugal   | Portugal   |
| 11 de octubre de 2006    | Anderlecht   | Bélgica    | Bandera de Bélgica    | 3:0 (2:0)                                      | Bandera de Azerbaiyán | Azerbaiyán |
| 11 de octubre de 2006    | Almaty       | Kazajistán | Bandera de Kazajistán | 0:2 (0:1)                                      | Bandera de Finlandia  | Finlandia  |
| 11 de octubre de 2006    | Belgrado     | Serbia     | Bandera de Serbia     | 3:0 (0:0)                                      | Bandera de Armenia    | Armenia    |
| 15 de noviembre de 2006  | Coímbra      | Portugal   | Bandera de Portugal   | 3:0 (2:0)                                      | Bandera de Kazajistán | Kazajistán |
| 15 de noviembre de 2006  | Bruselas     | Bélgica    | Bandera de Bélgica    | 0:1 (0:1)                                      | Bandera de Polonia    | Polonia    |
| 15 de noviembre de 2006  | Helsinki     | Finlandia  | Bandera de Finlandia  | 1:0 (1:0)                                      | Bandera de Armenia    | Armenia    |
| 24 de marzo de 2007      | Lisboa       | Portugal   | Bandera de Portugal   | 4:0 (0:0)                                      | Bandera de Bélgica    | Bélgica    |
| 24 de marzo de 2007      | Varsovia     | Polonia    | Bandera de Polonia    | 5:0 (3:0)                                      | Bandera de Azerbaiyán | Azerbaiyán |
| 24 de marzo de 2007      | Almaty       | Kazajistán | Bandera de Kazajistán | 2:1 (0:0)                                      | Bandera de Serbia     | Serbia     |
| 28 de marzo de 2007      | Belgrado     | Serbia     | Bandera de Serbia     | 1:1 (0:1)                                      | Bandera de Portugal   | Portugal   |
| 28 de marzo de 2007      | Kielce       | Polonia    | Bandera de Polonia    | 1:0 (1:0)                                      | Bandera de Armenia    | Armenia    |
| 28 de marzo de 2007      | Bakú         | Azerbaiyán | Bandera de Azerbaiyán | 1:0 (0:0)                                      | Bandera de Finlandia  | Finlandia  |
| 2 de junio de 2007       | Almaty       | Kazajistán | Bandera de Kazajistán | 1:2 (0:2)                                      | Bandera de Armenia    | Armenia    |
| 2 de junio de 2007       | Bakú         | Azerbaiyán | Bandera de Azerbaiyán | 1:3 (1:0)                                      | Bandera de Polonia    | Polonia    |
| 2 de junio de 2007       | Helsinki     | Finlandia  | Bandera de Finlandia  | 0:2 (0:1)                                      | Bandera de Serbia     | Serbia     |
| 2 de junio de 2007       | Bruselas     | Bélgica    | Bandera de Bélgica    | 1:2 (0:1)                                      | Bandera de Portugal   | Portugal   |
| 6 de junio de 2007       | Ereván       | Armenia    | Bandera de Armenia    | 1:0 (0:0)                                      | Bandera de Polonia    | Polonia    |
| 6 de junio de 2007       | Helsinki     | Finlandia  | Bandera de Finlandia  | 2:0 (1:0)                                      | Bandera de Bélgica    | Bélgica    |
| 6 de junio de 2007       | Almaty       | Kazajistán | Bandera de Kazajistán | 1:1 (0:1)                                      | Bandera de Azerbaiyán | Azerbaiyán |
| 22 de agosto de 2007     | Ereván       | Armenia    | Bandera de Armenia    | 1:1 (1:1)                                      | Bandera de Portugal   | Portugal   |
| 22 de agosto de 2007     | Tampere      | Finlandia  | Bandera de Finlandia  | 2:1 (1:1)                                      | Bandera de Kazajistán | Kazajistán |
| 22 de agosto de 2007     | Bruselas     | Bélgica    | Bandera de Bélgica    | 3:2 (2:0)                                      | Bandera de Serbia     | Serbia     |
| 8 de septiembre de 2007  | Sin realizar | Azerbaiyán | Bandera de Azerbaiyán | No Disputado por conflictos entre ambos países | Bandera de Armenia    | Armenia    |
| 8 de septiembre de 2007  | Belgrado     | Serbia     | Bandera de Serbia     | 0:0                                            | Bandera de Finlandia  | Finlandia  |
| 8 de septiembre de 2007  | Lisboa       | Portugal   | Bandera de Portugal   | 2:2 (0:1)                                      | Bandera de Polonia    | Polonia    |
| 12 de septiembre de 2007 | Sin realizar | Armenia    | Bandera de Armenia    | No Disputado por conflictos entre ambos países | Bandera de Azerbaiyán | Azerbaiyán |
| 12 de septiembre de 2007 | Helsinki     | Finlandia  | Bandera de Finlandia  | 0:0                                            | Bandera de Polonia    | Polonia    |
| 12 de septiembre de 2007 | Almaty       | Kazajistán | Bandera de Kazajistán | 2:2 (1:2)                                      | Bandera de Bélgica    | Bélgica    |
| 12 de septiembre de 2007 | Lisboa       | Portugal   | Bandera de Portugal   | 1:1 (1:0)                                      | Bandera de Serbia     | Serbia     |
| 13 de octubre de 2007    | Bakú         | Azerbaiyán | Bandera de Azerbaiyán | 0:2 (0:2)                                      | Bandera de Portugal   | Portugal   |
| 13 de octubre de 2007    | Ereván       | Armenia    | Bandera de Armenia    | 0:0                                            | Bandera de Serbia     | Serbia     |
| 13 de octubre de 2007    | Varsovia     | Polonia    | Bandera de Polonia    | 3:1 (0:1)                                      | Bandera de Kazajistán | Kazajistán |
| 13 de octubre de 2007    | Bruselas     | Bélgica    | Bandera de Bélgica    | 0:0                                            | Bandera de Finlandia  | Finlandia  |
| 17 de octubre de 2007    | Almaty       | Kazajistán | Bandera de Kazajistán | 1:2 (0:0)                                      | Bandera de Portugal   | Portugal   |
| 17 de octubre de 2007    | Bakú         | Azerbaiyán | Bandera de Azerbaiyán | 1:6 (0:1)                                      | Bandera de Serbia     | Serbia     |
| 17 de octubre de 2007    | Bruselas     | Bélgica    | Bandera de Bélgica    | 3:0 (0:0)                                      | Bandera de Armenia    | Armenia    |
| 17 de noviembre de 2007  | Helsinki     | Finlandia  | Bandera de Finlandia  | 2:1 (0:0)                                      | Bandera de Azerbaiyán | Azerbaiyán |
| 17 de noviembre de 2007  | Chorzów      | Polonia    | Bandera de Polonia    | 2:0 (1:0)                                      | Bandera de Bélgica    | Bélgica    |
| 17 de noviembre de 2007  | Leiría       | Portugal   | Bandera de Portugal   | 1:0 (1:0)                                      | Bandera de Armenia    | Armenia    |
| 21 de noviembre de 2007  | Bakú         | Azerbaiyán | Bandera de Azerbaiyán | 0:1 (0:0)                                      | Bandera de Bélgica    | Bélgica    |
| 21 de noviembre de 2007  | Ereván       | Armenia    | Bandera de Armenia    | 0:1 (0:0)                                      | Bandera de Kazajistán | Kazajistán |
| 21 de noviembre de 2007  | Belgrado     | Serbia     | Bandera de Serbia     | 2:2 (0:1)                                      | Bandera de Polonia    | Polonia    |
| 21 de noviembre de 2007  | Oporto       | Portugal   | Bandera de Portugal   | 0:0                                            | Bandera de Finlandia  | Finlandia  |
| 24 de noviembre de 2007  | Belgrado     | Serbia     | Bandera de Serbia     | 1:0 (0:0)                                      | Bandera de Kazajistán | Kazajistán |

### Grupo B
| Pos. | Equipo      | Pts. | PJ | G | E | P  | GF | GC | Dif. | Clasificación |
| ---- | ----------- | ---- | -- | - | - | -- | -- | -- | ---- | ------------- |
| 1    | Italia      | 29   | 12 | 9 | 2 | 1  | 22 | 9  | +13  | Eurocopa 2008 |
| 2    | Francia     | 26   | 12 | 8 | 2 | 2  | 25 | 5  | +20  | Eurocopa 2008 |
| 3    | Escocia     | 24   | 12 | 8 | 0 | 4  | 21 | 12 | +9   |               |
| 4    | Ucrania     | 17   | 12 | 5 | 2 | 5  | 18 | 16 | +2   |               |
| 5    | Lituania    | 16   | 12 | 5 | 1 | 6  | 11 | 13 | −2   |               |
| 6    | Georgia     | 10   | 12 | 3 | 1 | 8  | 16 | 19 | −3   |               |
| 7    | Islas Feroe | 0    | 12 | 0 | 0 | 12 | 4  | 43 | −39  |               |

 Fuente: [cita requerida]
| Fecha                    | Lugar       |             |                        | Resultado |                        |             |
| ------------------------ | ----------- | ----------- | ---------------------- | --------- | ---------------------- | ----------- |
| 16 de agosto de 2006     | Toftir      | Islas Feroe | Bandera de Islas Feroe | 0:6 (0:3) | Bandera de Georgia     | Georgia     |
| 2 de septiembre de 2006  | Glasgow     | Escocia     | Bandera de Escocia     | 6:0 (5:0) | Bandera de Islas Feroe | Islas Feroe |
| 2 de septiembre de 2006  | Tiflis      | Georgia     | Bandera de Georgia     | 0:3 (0:2) | Bandera de Francia     | Francia     |
| 2 de septiembre de 2006  | Nápoles     | Italia      | Bandera de Italia      | 1:1 (1:1) | Bandera de Lituania    | Lituania    |
| 6 de septiembre de 2006  | Kaunas      | Lituania    | Bandera de Lituania    | 1:2 (0:0) | Bandera de Escocia     | Escocia     |
| 6 de septiembre de 2006  | Kiev        | Ucrania     | Bandera de Ucrania     | 3:2 (1:1) | Bandera de Georgia     | Georgia     |
| 6 de septiembre de 2006  | París       | Francia     | Bandera de Francia     | 3:1 (2:1) | Bandera de Italia      | Italia      |
| 7 de octubre de 2006     | Roma        | Italia      | Bandera de Italia      | 2:0 (0:0) | Bandera de Ucrania     | Ucrania     |
| 7 de octubre de 2006     | Tórshavn    | Islas Feroe | Bandera de Islas Feroe | 0:1 (0:0) | Bandera de Lituania    | Lituania    |
| 7 de octubre de 2006     | Glasgow     | Escocia     | Bandera de Escocia     | 1:0 (0:0) | Bandera de Francia     | Francia     |
| 11 de octubre de 2006    | Kiev        | Ucrania     | Bandera de Ucrania     | 2:0 (0:0) | Bandera de Escocia     | Escocia     |
| 11 de octubre de 2006    | Tiflis      | Georgia     | Bandera de Georgia     | 1:3 (1:1) | Bandera de Italia      | Italia      |
| 11 de octubre de 2006    | Sochaux     | Francia     | Bandera de Francia     | 5:0 (2:0) | Bandera de Islas Feroe | Islas Feroe |
| 24 de marzo de 2007      | Glasgow     | Escocia     | Bandera de Escocia     | 2:1 (1:1) | Bandera de Georgia     | Georgia     |
| 24 de marzo de 2007      | Toftir      | Islas Feroe | Bandera de Islas Feroe | 0:2 (0:1) | Bandera de Ucrania     | Ucrania     |
| 24 de marzo de 2007      | Kaunas      | Lituania    | Bandera de Lituania    | 0:1 (0:0) | Bandera de Francia     | Francia     |
| 28 de marzo de 2007      | Odesa       | Ucrania     | Bandera de Ucrania     | 1:0 (1:0) | Bandera de Lituania    | Lituania    |
| 28 de marzo de 2007      | Tiflis      | Georgia     | Bandera de Georgia     | 3:1 (2:0) | Bandera de Islas Feroe | Islas Feroe |
| 28 de marzo de 2007      | Bari        | Italia      | Bandera de Italia      | 2:0 (1:0) | Bandera de Escocia     | Escocia     |
| 2 de junio de 2007       | Tórshavn    | Islas Feroe | Bandera de Islas Feroe | 1:2 (0:1) | Bandera de Italia      | Italia      |
| 2 de junio de 2007       | Kaunas      | Lituania    | Bandera de Lituania    | 1:0 (0:0) | Bandera de Georgia     | Georgia     |
| 2 de junio de 2007       | Saint-Denis | Francia     | Bandera de Francia     | 2:0 (0:0) | Bandera de Ucrania     | Ucrania     |
| 6 de junio de 2007       | Auxerre     | Francia     | Bandera de Francia     | 1:0 (1:0) | Bandera de Georgia     | Georgia     |
| 6 de junio de 2007       | Kaunas      | Lituania    | Bandera de Lituania    | 0:2 (0:2) | Bandera de Italia      | Italia      |
| 6 de junio de 2007       | Toftir      | Islas Feroe | Bandera de Islas Feroe | 0:2 (0:2) | Bandera de Escocia     | Escocia     |
| 8 de septiembre de 2007  | Tiflis      | Georgia     | Bandera de Georgia     | 1:1 (0:1) | Bandera de Ucrania     | Ucrania     |
| 8 de septiembre de 2007  | Glasgow     | Escocia     | Bandera de Escocia     | 3:1 (1:0) | Bandera de Lituania    | Lituania    |
| 8 de septiembre de 2007  | Milán       | Italia      | Bandera de Italia      | 0:0       | Bandera de Francia     | Francia     |
| 12 de septiembre de 2007 | Kiev        | Ucrania     | Bandera de Ucrania     | 1:2 (0:1) | Bandera de Italia      | Italia      |
| 12 de septiembre de 2007 | Saint-Denis | Francia     | Bandera de Francia     | 0:1 (0:0) | Bandera de Escocia     | Escocia     |
| 12 de septiembre de 2007 | Kaunas      | Lituania    | Bandera de Lituania    | 2:1 (1:0) | Bandera de Islas Feroe | Islas Feroe |
| 13 de octubre de 2007    | Glasgow     | Escocia     | Bandera de Escocia     | 3:1 (2:1) | Bandera de Ucrania     | Ucrania     |
| 13 de octubre de 2007    | Tórshavn    | Islas Feroe | Bandera de Islas Feroe | 0:6 (0:2) | Bandera de Francia     | Francia     |
| 13 de octubre de 2007    | Génova      | Italia      | Bandera de Italia      | 2:0 (1:0) | Bandera de Georgia     | Georgia     |
| 17 de octubre de 2007    | Tiflis      | Georgia     | Bandera de Georgia     | 2:0 (1:0) | Bandera de Escocia     | Escocia     |
| 17 de octubre de 2007    | Kiev        | Ucrania     | Bandera de Ucrania     | 5:0 (1:0) | Bandera de Islas Feroe | Islas Feroe |
| 17 de octubre de 2007    | Nantes      | Francia     | Bandera de Francia     | 2:0 (0:0) | Bandera de Lituania    | Lituania    |
| 17 de noviembre de 2007  | Glasgow     | Escocia     | Bandera de Escocia     | 1:2 (0:1) | Bandera de Italia      | Italia      |
| 17 de noviembre de 2007  | Kaunas      | Lituania    | Bandera de Lituania    | 2:0 (1:0) | Bandera de Ucrania     | Ucrania     |
| 21 de noviembre de 2007  | Módena      | Italia      | Bandera de Italia      | 3:1 (3:0) | Bandera de Islas Feroe | Islas Feroe |
| 21 de noviembre de 2007  | Tiflis      | Georgia     | Bandera de Georgia     | 0:2 (0:0) | Bandera de Lituania    | Lituania    |
| 21 de noviembre de 2007  | Kiev        | Ucrania     | Bandera de Ucrania     | 2:2 (2:2) | Bandera de Francia     | Francia     |

### Grupo C
| Pos. | Equipo               | Pts. | PJ | G  | E | P | GF | GC | Dif. | Clasificación |
| ---- | -------------------- | ---- | -- | -- | - | - | -- | -- | ---- | ------------- |
| 1    | Grecia               | 31   | 12 | 10 | 1 | 1 | 25 | 10 | +15  | Eurocopa 2008 |
| 2    | Turquía              | 24   | 12 | 7  | 3 | 2 | 25 | 11 | +14  | Eurocopa 2008 |
| 3    | Noruega              | 23   | 12 | 7  | 2 | 3 | 27 | 11 | +16  |               |
| 4    | Bosnia y Herzegovina | 13   | 12 | 4  | 1 | 7 | 16 | 22 | −6   |               |
| 5    | Moldavia             | 12   | 12 | 3  | 3 | 6 | 12 | 19 | −7   |               |
| 6    | Hungría              | 12   | 12 | 4  | 0 | 8 | 11 | 22 | −11  |               |
| 7    | Malta                | 5    | 12 | 1  | 2 | 9 | 10 | 31 | −21  |               |

 Fuente: [cita requerida]
| Fecha                    | Lugar                |                    |                                 | Resultado |                                 |                    |
| ------------------------ | -------------------- | ------------------ | ------------------------------- | --------- | ------------------------------- | ------------------ |
| 2 de septiembre de 2006  | Chisináu             | Moldavia           | Bandera de Moldavia             | 0:1 (0:0) | Bandera de Grecia               | Grecia             |
| 2 de septiembre de 2006  | Budapest             | Hungría            | Bandera de Hungría              | 1:4 (0:4) | Bandera de Noruega              | Noruega            |
| 2 de septiembre de 2006  | Ta' Qali             | Malta              | Bandera de Malta                | 2:5 (1:3) | Bandera de Bosnia y Herzegovina | Bosnia-Herzegovina |
| 6 de septiembre de 2006  | Oslo                 | Noruega            | Bandera de Noruega              | 2:0 (0:0) | Bandera de Moldavia             | Moldavia           |
| 6 de septiembre de 2006  | Zenica               | Bosnia-Herzegovina | Bandera de Bosnia y Herzegovina | 1:3 (0:1) | Bandera de Hungría              | Hungría            |
| 6 de septiembre de 2006  | Fráncfort (Alemania) | Turquía            | Bandera de Turquía              | 2:0 (0:0) | Bandera de Malta                | Malta              |
| 7 de octubre de 2006     | Chisináu             | Moldavia           | Bandera de Moldavia             | 2:2 (2:0) | Bandera de Bosnia y Herzegovina | Bosnia-Herzegovina |
| 7 de octubre de 2006     | Budapest             | Hungría            | Bandera de Hungría              | 0:1 (0:1) | Bandera de Turquía              | Turquía            |
| 7 de octubre de 2006     | Atenas               | Grecia             | Bandera de Grecia               | 1:0 (1:0) | Bandera de Noruega              | Noruega            |
| 11 de octubre de 2006    | Zenica               | Bosnia-Herzegovina | Bandera de Bosnia y Herzegovina | 0:4 (0:1) | Bandera de Grecia               | Grecia             |
| 11 de octubre de 2006    | Ta' Qali             | Malta              | Bandera de Malta                | 2:1 (1:1) | Bandera de Hungría              | Hungría            |
| 11 de octubre de 2006    | Fráncfort (Alemania) | Turquía            | Bandera de Turquía              | 5:0 (3:0) | Bandera de Moldavia             | Moldavia           |
| 24 de marzo de 2007      | Chisináu             | Moldavia           | Bandera de Moldavia             | 1:1 (0:0) | Bandera de Malta                | Malta              |
| 24 de marzo de 2007      | Atenas               | Grecia             | Bandera de Grecia               | 1:4 (1:1) | Bandera de Turquía              | Turquía            |
| 24 de marzo de 2007      | Oslo                 | Noruega            | Bandera de Noruega              | 1:2 (0:2) | Bandera de Bosnia y Herzegovina | Bosnia-Herzegovina |
| 28 de marzo de 2007      | Fráncfort (Alemania) | Turquía            | Bandera de Turquía              | 2:2 (0:2) | Bandera de Noruega              | Noruega            |
| 28 de marzo de 2007      | Ta' Qali             | Malta              | Bandera de Malta                | 0:1 (0:0) | Bandera de Grecia               | Grecia             |
| 28 de marzo de 2007      | Budapest             | Hungría            | Bandera de Hungría              | 2:0 (1:0) | Bandera de Moldavia             | Moldavia           |
| 2 de junio de 2007       | Heraklion            | Grecia             | Bandera de Grecia               | 2:0 (2:0) | Bandera de Hungría              | Hungría            |
| 2 de junio de 2007       | Oslo                 | Noruega            | Bandera de Noruega              | 4:0 (1:0) | Bandera de Malta                | Malta              |
| 2 de junio de 2007       | Sarajevo             | Bosnia-Herzegovina | Bandera de Bosnia y Herzegovina | 3:2 (2:2) | Bandera de Turquía              | Turquía            |
| 6 de junio de 2007       | Sarajevo             | Bosnia-Herzegovina | Bandera de Bosnia y Herzegovina | 1:0 (1:0) | Bandera de Malta                | Malta              |
| 6 de junio de 2007       | Oslo                 | Noruega            | Bandera de Noruega              | 4:0 (1:0) | Bandera de Hungría              | Hungría            |
| 6 de junio de 2007       | Heraklion            | Grecia             | Bandera de Grecia               | 2:1 (1:0) | Bandera de Moldavia             | Moldavia           |
| 8 de septiembre de 2007  | Chisináu             | Moldavia           | Bandera de Moldavia             | 0:1 (0:0) | Bandera de Noruega              | Noruega            |
| 8 de septiembre de 2007  | Székesfehérvár       | Hungría            | Bandera de Hungría              | 1:0 (1:0) | Bandera de Bosnia y Herzegovina | Bosnia-Herzegovina |
| 8 de septiembre de 2007  | Ta' Qali             | Malta              | Bandera de Malta                | 2:2 (1:1) | Bandera de Turquía              | Turquía            |
| 12 de septiembre de 2007 | Oslo                 | Noruega            | Bandera de Noruega              | 2:2 (2:2) | Bandera de Grecia               | Grecia             |
| 12 de septiembre de 2007 | Estambul             | Turquía            | Bandera de Turquía              | 3:0 (0:0) | Bandera de Hungría              | Hungría            |
| 12 de septiembre de 2007 | Sarajevo             | Bosnia-Herzegovina | Bandera de Bosnia y Herzegovina | 0:1 (0:1) | Bandera de Moldavia             | Moldavia           |
| 13 de octubre de 2007    | Budapest             | Hungría            | Bandera de Hungría              | 2:0 (1:0) | Bandera de Malta                | Malta              |
| 13 de octubre de 2007    | Chisináu             | Moldavia           | Bandera de Moldavia             | 1:1 (1:0) | Bandera de Turquía              | Turquía            |
| 13 de octubre de 2007    | Atenas               | Grecia             | Bandera de Grecia               | 3:2 (1:0) | Bandera de Bosnia y Herzegovina | Bosnia-Herzegovina |
| 17 de octubre de 2007    | Sarajevo             | Bosnia-Herzegovina | Bandera de Bosnia y Herzegovina | 0:2 (0:1) | Bandera de Noruega              | Noruega            |
| 17 de octubre de 2007    | Estambul             | Turquía            | Bandera de Turquía              | 0:1 (0:0) | Bandera de Grecia               | Grecia             |
| 17 de octubre de 2007    | Ta' Qali             | Malta              | Bandera de Malta                | 2:3 (0:3) | Bandera de Moldavia             | Moldavia           |
| 17 de noviembre de 2007  | Chisináu             | Moldavia           | Bandera de Moldavia             | 3:0 (2:0) | Bandera de Hungría              | Hungría            |
| 17 de noviembre de 2007  | Oslo                 | Noruega            | Bandera de Noruega              | 1:2 (1:1) | Bandera de Turquía              | Turquía            |
| 17 de noviembre de 2007  | Atenas               | Grecia             | Bandera de Grecia               | 5:0 (1:0) | Bandera de Malta                | Malta              |
| 21 de noviembre de 2007  | Ta' Qali             | Malta              | Bandera de Malta                | 1:4 (0:3) | Bandera de Noruega              | Noruega            |
| 21 de noviembre de 2007  | Estambul             | Turquía            | Bandera de Turquía              | 1:0 (1:0) | Bandera de Bosnia y Herzegovina | Bosnia-Herzegovina |
| 21 de noviembre de 2007  | Budapest             | Hungría            | Bandera de Hungría              | 1:2 (1:1) | Bandera de Grecia               | Grecia             |

### Grupo D
| Pos. | Equipo          | Pts. | PJ | G | E | P  | GF | GC | Dif. | Clasificación |
| ---- | --------------- | ---- | -- | - | - | -- | -- | -- | ---- | ------------- |
| 1    | República Checa | 29   | 12 | 9 | 2 | 1  | 27 | 5  | +22  | Eurocopa 2008 |
| 2    | Alemania        | 27   | 12 | 8 | 3 | 1  | 35 | 7  | +28  | Eurocopa 2008 |
| 3    | Irlanda         | 17   | 12 | 4 | 5 | 3  | 17 | 14 | +3   |               |
| 4    | Eslovaquia      | 16   | 12 | 5 | 1 | 6  | 33 | 23 | +10  |               |
| 5    | Gales           | 15   | 12 | 4 | 3 | 5  | 18 | 19 | −1   |               |
| 6    | Chipre          | 14   | 12 | 4 | 2 | 6  | 17 | 24 | −7   |               |
| 7    | San Marino      | 0    | 12 | 0 | 0 | 12 | 2  | 57 | −55  |               |

 Fuente: [cita requerida]
| Fecha                    | Lugar              |                 |                            | Resultado  |                            |                 |
| ------------------------ | ------------------ | --------------- | -------------------------- | ---------- | -------------------------- | --------------- |
| 2 de septiembre de 2006  | Teplice            | República Checa | Bandera de República Checa | 2:1 (0:0)  | Bandera de Gales           | Gales           |
| 2 de septiembre de 2006  | Stuttgart          | Alemania        | Bandera de Alemania        | 1:0 (0:0)  | Bandera de Irlanda         | Irlanda         |
| 2 de septiembre de 2006  | Bratislava         | Eslovaquia      | Bandera de Eslovaquia      | 6:1 (3:0)  | Bandera de Chipre          | Chipre          |
| 6 de septiembre de 2006  | Serravalle         | San Marino      | Bandera de San Marino      | 0:13 (0:5) | Bandera de Alemania        | Alemania        |
| 6 de septiembre de 2006  | Bratislava         | Eslovaquia      | Bandera de Eslovaquia      | 0:3 (0:2)  | Bandera de República Checa | República Checa |
| 7 de octubre de 2006     | Liberec            | República Checa | Bandera de República Checa | 7:0 (4:0)  | Bandera de San Marino      | San Marino      |
| 7 de octubre de 2006     | Nicosia            | Chipre          | Bandera de Chipre          | 5:2 (2:2)  | Bandera de Irlanda         | Irlanda         |
| 7 de octubre de 2006     | Cardiff            | Gales           | Bandera de Gales           | 1:5 (1:3)  | Bandera de Eslovaquia      | Eslovaquia      |
| 11 de octubre de 2006    | Dublín             | Irlanda         | Bandera de Irlanda         | 1:1 (0:0)  | Bandera de República Checa | República Checa |
| 11 de octubre de 2006    | Bratislava         | Eslovaquia      | Bandera de Eslovaquia      | 1:4 (0:3)  | Bandera de Alemania        | Alemania        |
| 11 de octubre de 2006    | Cardiff            | Gales           | Bandera de Gales           | 3:1 (2:0)  | Bandera de Chipre          | Chipre          |
| 15 de noviembre de 2006  | Nicosia            | Chipre          | Bandera de Chipre          | 1:1 (1:1)  | Bandera de Alemania        | Alemania        |
| 15 de noviembre de 2006  | Dublín             | Irlanda         | Bandera de Irlanda         | 5:0 (3:0)  | Bandera de San Marino      | San Marino      |
| 7 de febrero de 2007     | Serravalle         | San Marino      | Bandera de San Marino      | 1:2 (0:0)  | Bandera de Irlanda         | Irlanda         |
| 24 de marzo de 2007      | Praga              | República Checa | Bandera de República Checa | 1:2 (0:1)  | Bandera de Alemania        | Alemania        |
| 24 de marzo de 2007      | Dublín             | Irlanda         | Bandera de Irlanda         | 1:0 (1:0)  | Bandera de Gales           | Gales           |
| 24 de marzo de 2007      | Nicosia            | Chipre          | Bandera de Chipre          | 1:3 (1:0)  | Bandera de Eslovaquia      | Eslovaquia      |
| 28 de marzo de 2007      | Cardiff            | Gales           | Bandera de Gales           | 3:0 (2:0)  | Bandera de San Marino      | San Marino      |
| 28 de marzo de 2007      | Dublín             | Irlanda         | Bandera de Irlanda         | 1:0 (1:0)  | Bandera de Eslovaquia      | Eslovaquia      |
| 28 de marzo de 2007      | Liberec            | República Checa | Bandera de República Checa | 1:0 (1:0)  | Bandera de Chipre          | Chipre          |
| 2 de junio de 2007       | Núremberg          | Alemania        | Bandera de Alemania        | 6:0 (1:0)  | Bandera de San Marino      | San Marino      |
| 2 de junio de 2007       | Cardiff            | Gales           | Bandera de Gales           | 0:0        | Bandera de República Checa | República Checa |
| 6 de junio de 2007       | Hamburgo           | Alemania        | Bandera de Alemania        | 2:1 (2:1)  | Bandera de Eslovaquia      | Eslovaquia      |
| 22 de agosto de 2007     | Serravalle         | San Marino      | Bandera de San Marino      | 0:1 (0:0)  | Bandera de Chipre          | Chipre          |
| 8 de septiembre de 2007  | Serravalle         | San Marino      | Bandera de San Marino      | 0:3 (0:1)  | Bandera de República Checa | República Checa |
| 8 de septiembre de 2007  | Bratislava         | Eslovaquia      | Bandera de Eslovaquia      | 2:2 (1:1)  | Bandera de Irlanda         | Irlanda         |
| 8 de septiembre de 2007  | Cardiff            | Gales           | Bandera de Gales           | 0:2 (0:1)  | Bandera de Alemania        | Alemania        |
| 12 de septiembre de 2007 | Praga              | República Checa | Bandera de República Checa | 1:0 (1:0)  | Bandera de Irlanda         | Irlanda         |
| 12 de septiembre de 2007 | Trnava             | Eslovaquia      | Bandera de Eslovaquia      | 2:5 (1:3)  | Bandera de Gales           | Gales           |
| 12 de septiembre de 2007 | Larnaca            | Chipre          | Bandera de Chipre          | 3:0 (2:0)  | Bandera de San Marino      | San Marino      |
| 13 de octubre de 2007    | Dubnica nad Váhom  | Eslovaquia      | Bandera de Eslovaquia      | 7:0 (3:0)  | Bandera de San Marino      | San Marino      |
| 13 de octubre de 2007    | Nicosia            | Chipre          | Bandera de Chipre          | 3:1 (0:1)  | Bandera de Gales           | Gales           |
| 13 de octubre de 2007    | Dublín             | Irlanda         | Bandera de Irlanda         | 0:0        | Bandera de Alemania        | Alemania        |
| 17 de octubre de 2007    | Múnich             | Alemania        | Bandera de Alemania        | 0:3 (0:2)  | Bandera de República Checa | República Checa |
| 17 de octubre de 2007    | Dublín             | Irlanda         | Bandera de Irlanda         | 1:1 (0:0)  | Bandera de Chipre          | Chipre          |
| 17 de octubre de 2007    | Serravalle         | San Marino      | Bandera de San Marino      | 1:2 (0:2)  | Bandera de Gales           | Gales           |
| 17 de noviembre de 2007  | Cardiff            | Gales           | Bandera de Gales           | 2:2 (1:1)  | Bandera de Irlanda         | Irlanda         |
| 17 de noviembre de 2007  | Hanóver            | Alemania        | Bandera de Alemania        | 4:0 (2:0)  | Bandera de Chipre          | Chipre          |
| 17 de noviembre de 2007  | Praga              | República Checa | Bandera de República Checa | 3:1 (1:0)  | Bandera de Eslovaquia      | Eslovaquia      |
| 21 de noviembre de 2007  | Nicosia            | Chipre          | Bandera de Chipre          | 0:2 (0:1)  | Bandera de República Checa | República Checa |
| 21 de noviembre de 2007  | Fráncfort del Meno | Alemania        | Bandera de Alemania        | 0:0        | Bandera de Gales           | Gales           |
| 21 de noviembre de 2007  | Serravalle         | San Marino      | Bandera de San Marino      | 0:5 (0:1)  | Bandera de Eslovaquia      | Eslovaquia      |

### Grupo E

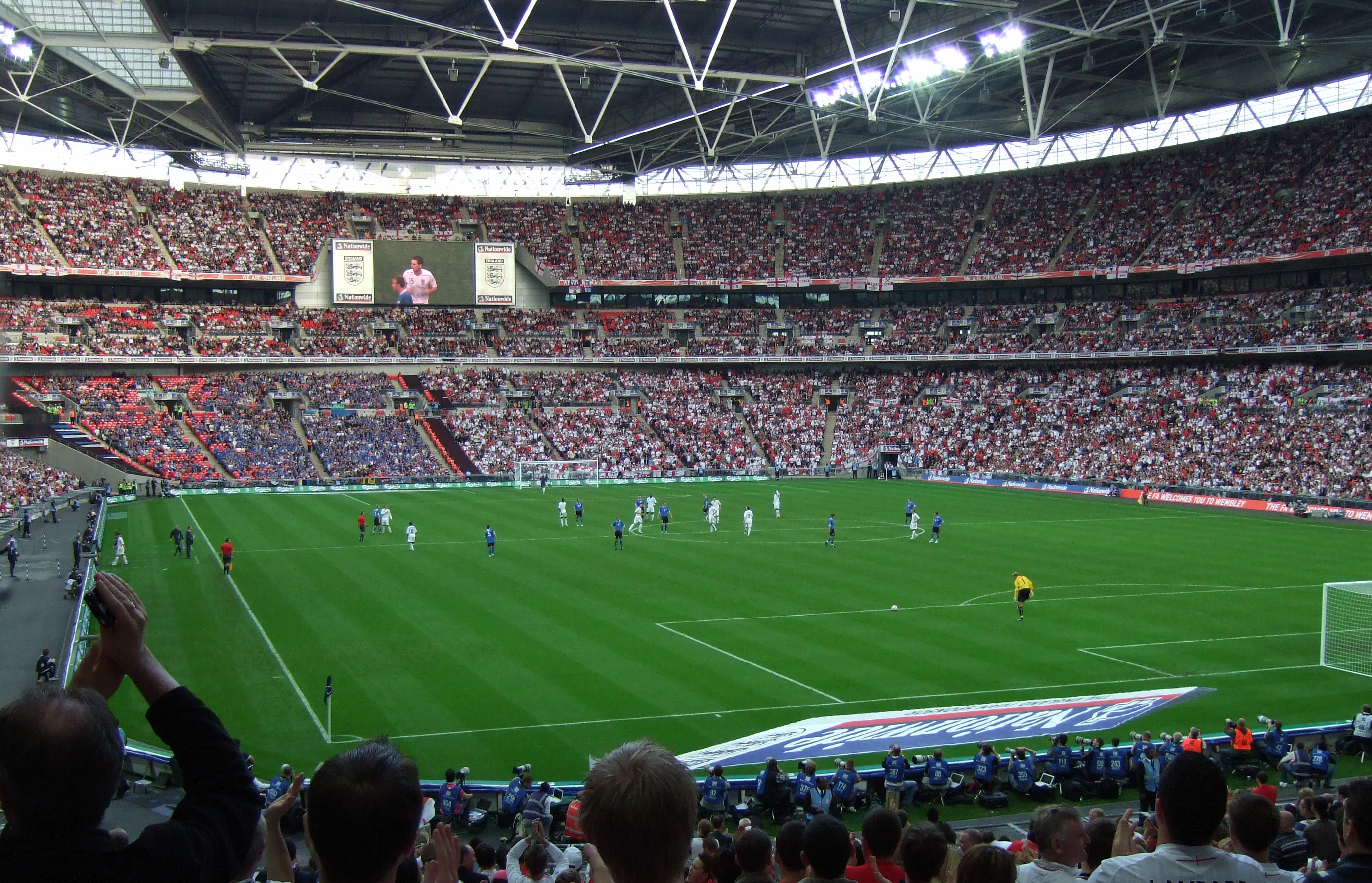
Partido entre las selecciones de y, en el Estadio de Wembley, Londres.

| Pos. | Equipo     | Pts. | PJ | G | E | P  | GF | GC | Dif. | Clasificación |
| ---- | ---------- | ---- | -- | - | - | -- | -- | -- | ---- | ------------- |
| 1    | Croacia    | 29   | 12 | 9 | 2 | 1  | 28 | 8  | +20  | Eurocopa 2008 |
| 2    | Rusia      | 24   | 12 | 7 | 3 | 2  | 18 | 7  | +11  | Eurocopa 2008 |
| 3    | Inglaterra | 23   | 12 | 7 | 2 | 3  | 24 | 7  | +17  |               |
| 4    | Israel     | 23   | 12 | 7 | 2 | 3  | 20 | 12 | +8   |               |
| 5    | Macedonia  | 14   | 12 | 4 | 2 | 6  | 12 | 12 | 0    |               |
| 6    | Estonia    | 7    | 12 | 2 | 1 | 9  | 5  | 21 | −16  |               |
| 7    | Andorra    | 0    | 12 | 0 | 0 | 12 | 2  | 42 | −40  |               |

 Fuente: [cita requerida]
| Fecha                    | Lugar                 |            |                                | Resultado |                                |            |
| ------------------------ | --------------------- | ---------- | ------------------------------ | --------- | ------------------------------ | ---------- |
| 16 de agosto de 2006     | Tallin                | Estonia    | Bandera de Estonia             | 0:1 (0:0) | Bandera de Macedonia del Norte | Macedonia  |
| 2 de septiembre de 2006  | Mánchester            | Inglaterra | Bandera de Inglaterra          | 5:0 (3:0) | Bandera de Andorra             | Andorra    |
| 2 de septiembre de 2006  | Tallin                | Estonia    | Bandera de Estonia             | 0:1 (0:1) | Bandera de Israel              | Israel     |
| 6 de septiembre de 2006  | Skopie                | Macedonia  | Bandera de Macedonia del Norte | 0:1 (0:0) | Bandera de Inglaterra          | Inglaterra |
| 6 de septiembre de 2006  | Nimega (Países Bajos) | Israel     | Bandera de Israel              | 4:1 (3:0) | Bandera de Andorra             | Andorra    |
| 6 de septiembre de 2006  | Moscú                 | Rusia      | Bandera de Rusia               | 0:0       | Bandera de Croacia             | Croacia    |
| 7 de octubre de 2006     | Mánchester            | Inglaterra | Bandera de Inglaterra          | 0:0       | Bandera de Macedonia del Norte | Macedonia  |
| 7 de octubre de 2006     | Zagreb                | Croacia    | Bandera de Croacia             | 2:0 (2:0) | Bandera de Andorra             | Andorra    |
| 7 de octubre de 2006     | Moscú                 | Rusia      | Bandera de Rusia               | 1:1 (1:0) | Bandera de Israel              | Israel     |
| 11 de octubre de 2006    | Zagreb                | Croacia    | Bandera de Croacia             | 2:0 (0:0) | Bandera de Inglaterra          | Inglaterra |
| 11 de octubre de 2006    | San Petersburgo       | Rusia      | Bandera de Rusia               | 2:0 (2:0) | Bandera de Estonia             | Estonia    |
| 11 de octubre de 2006    | Andorra la Vieja      | Andorra    | Bandera de Andorra             | 0:3 (0:3) | Bandera de Macedonia del Norte | Macedonia  |
| 15 de noviembre de 2006  | Ramat Gan             | Israel     | Bandera de Israel              | 3:4 (1:2) | Bandera de Croacia             | Croacia    |
| 15 de noviembre de 2006  | Skopie                | Macedonia  | Bandera de Macedonia del Norte | 0:2 (0:2) | Bandera de Rusia               | Rusia      |
| 24 de marzo de 2007      | Ramat Gan             | Israel     | Bandera de Israel              | 0:0       | Bandera de Inglaterra          | Inglaterra |
| 24 de marzo de 2007      | Tallin                | Estonia    | Bandera de Estonia             | 0:2 (0:0) | Bandera de Rusia               | Rusia      |
| 24 de marzo de 2007      | Zagreb                | Croacia    | Bandera de Croacia             | 2:1 (0:1) | Bandera de Macedonia del Norte | Macedonia  |
| 28 de marzo de 2007      | Barcelona (España)    | Andorra    | Bandera de Andorra             | 0:3 (0:0) | Bandera de Inglaterra          | Inglaterra |
| 28 de marzo de 2007      | Ramat Gan             | Israel     | Bandera de Israel              | 4:0 (2:0) | Bandera de Estonia             | Estonia    |
| 2 de junio de 2007       | Tallin                | Estonia    | Bandera de Estonia             | 0:1 (0:1) | Bandera de Croacia             | Croacia    |
| 2 de junio de 2007       | San Petersburgo       | Rusia      | Bandera de Rusia               | 4:0 (2:0) | Bandera de Andorra             | Andorra    |
| 2 de junio de 2007       | Skopie                | Macedonia  | Bandera de Macedonia del Norte | 1:2 (1:2) | Bandera de Israel              | Israel     |
| 6 de junio de 2007       | Tallin                | Estonia    | Bandera de Estonia             | 0:3 (0:1) | Bandera de Inglaterra          | Inglaterra |
| 6 de junio de 2007       | Andorra la Vieja      | Andorra    | Bandera de Andorra             | 0:2 (0:1) | Bandera de Israel              | Israel     |
| 6 de junio de 2007       | Zagreb                | Croacia    | Bandera de Croacia             | 0:0       | Bandera de Rusia               | Rusia      |
| 22 de agosto de 2007     | Tallin                | Estonia    | Bandera de Estonia             | 2:1 (1:0) | Bandera de Andorra             | Andorra    |
| 8 de septiembre de 2007  | Londres               | Inglaterra | Bandera de Inglaterra          | 3:0 (1:0) | Bandera de Israel              | Israel     |
| 8 de septiembre de 2007  | Moscú                 | Rusia      | Bandera de Rusia               | 3:0 (1:0) | Bandera de Macedonia del Norte | Macedonia  |
| 8 de septiembre de 2007  | Zagreb                | Croacia    | Bandera de Croacia             | 2:0 (2:0) | Bandera de Estonia             | Estonia    |
| 12 de septiembre de 2007 | Londres               | Inglaterra | Bandera de Inglaterra          | 3:0 (2:0) | Bandera de Rusia               | Rusia      |
| 12 de septiembre de 2007 | Andorra la Vieja      | Andorra    | Bandera de Andorra             | 0:6 (0:3) | Bandera de Croacia             | Croacia    |
| 12 de septiembre de 2007 | Skopie                | Macedonia  | Bandera de Macedonia del Norte | 1:1 (1:1) | Bandera de Estonia             | Estonia    |
| 13 de octubre de 2007    | Londres               | Inglaterra | Bandera de Inglaterra          | 3:0 (3:0) | Bandera de Estonia             | Estonia    |
| 13 de octubre de 2007    | Zagreb                | Croacia    | Bandera de Croacia             | 1:0 (0:0) | Bandera de Israel              | Israel     |
| 17 de octubre de 2007    | Moscú                 | Rusia      | Bandera de Rusia               | 2:1 (0:1) | Bandera de Inglaterra          | Inglaterra |
| 17 de octubre de 2007    | Skopie                | Macedonia  | Bandera de Macedonia del Norte | 3:0 (2:0) | Bandera de Andorra             | Andorra    |
| 17 de noviembre de 2007  | Andorra la Vieja      | Andorra    | Bandera de Andorra             | 0:2 (0:1) | Bandera de Estonia             | Estonia    |
| 17 de noviembre de 2007  | Tel Aviv              | Israel     | Bandera de Israel              | 2:1 (1:0) | Bandera de Rusia               | Rusia      |
| 17 de noviembre de 2007  | Skopie                | Macedonia  | Bandera de Macedonia del Norte | 2:0 (0:0) | Bandera de Croacia             | Croacia    |
| 21 de noviembre de 2007  | Londres               | Inglaterra | Bandera de Inglaterra          | 2:3 (0:2) | Bandera de Croacia             | Croacia    |
| 21 de noviembre de 2007  | Tel Aviv              | Israel     | Bandera de Israel              | 1:0 (1:0) | Bandera de Macedonia del Norte | Macedonia  |
| 21 de noviembre de 2007  | Andorra la Vieja      | Andorra    | Bandera de Andorra             | 0:1 (0:1) | Bandera de Rusia               | Rusia      |

### Grupo F
| Pos. | Equipo            | Pts. | PJ | G | E | P | GF | GC | Dif. | Clasificación |
| ---- | ----------------- | ---- | -- | - | - | - | -- | -- | ---- | ------------- |
| 1    | España            | 28   | 12 | 9 | 1 | 2 | 23 | 8  | +15  | Eurocopa 2008 |
| 2    | Suecia            | 26   | 12 | 8 | 2 | 2 | 23 | 9  | +14  | Eurocopa 2008 |
| 3    | Dinamarca         | 20   | 12 | 6 | 2 | 4 | 21 | 11 | +10  |               |
| 4    | Irlanda del Norte | 20   | 12 | 6 | 2 | 4 | 17 | 14 | +3   |               |
| 5    | Letonia           | 12   | 12 | 4 | 0 | 8 | 15 | 17 | −2   |               |
| 6    | Islandia          | 8    | 12 | 2 | 2 | 8 | 10 | 27 | −17  |               |
| 7    | Liechtenstein     | 7    | 12 | 2 | 1 | 9 | 9  | 32 | −23  |               |

 Fuente: [cita requerida]
| Fecha                    | Lugar                      |                   |                              | Resultado |                              |                   |
| ------------------------ | -------------------------- | ----------------- | ---------------------------- | --------- | ---------------------------- | ----------------- |
| 2 de septiembre de 2006  | Badajoz                    | España            | Bandera de España            | 4:0 (2:0) | Bandera de Liechtenstein     | Liechtenstein     |
| 2 de septiembre de 2006  | Belfast                    | Irlanda del Norte | Bandera de Irlanda del Norte | 0:3 (0:3) | Bandera de Islandia          | Islandia          |
| 2 de septiembre de 2006  | Riga                       | Letonia           | Bandera de Letonia           | 0:1 (0:1) | Bandera de Suecia            | Suecia            |
| 6 de septiembre de 2006  | Reikiavik                  | Islandia          | Bandera de Islandia          | 0:2 (0:2) | Bandera de Dinamarca         | Dinamarca         |
| 6 de septiembre de 2006  | Gotemburgo                 | Suecia            | Bandera de Suecia            | 3:1 (1:1) | Bandera de Liechtenstein     | Liechtenstein     |
| 6 de septiembre de 2006  | Belfast                    | Irlanda del Norte | Bandera de Irlanda del Norte | 3:2 (1:1) | Bandera de España            | España            |
| 7 de octubre de 2006     | Solna                      | Suecia            | Bandera de Suecia            | 2:0 (1:0) | Bandera de España            | España            |
| 7 de octubre de 2006     | Copenhague                 | Dinamarca         | Bandera de Dinamarca         | 0:0 (0:0) | Bandera de Irlanda del Norte | Irlanda del Norte |
| 7 de octubre de 2006     | Riga                       | Letonia           | Bandera de Letonia           | 4:0 (3:0) | Bandera de Islandia          | Islandia          |
| 11 de octubre de 2006    | Reikiavik                  | Islandia          | Bandera de Islandia          | 1:2 (1:1) | Bandera de Suecia            | Suecia            |
| 11 de octubre de 2006    | Vaduz                      | Liechtenstein     | Bandera de Liechtenstein     | 0:4 (0:2) | Bandera de Dinamarca         | Dinamarca         |
| 11 de octubre de 2006    | Belfast                    | Irlanda del Norte | Bandera de Irlanda del Norte | 1:0 (1:0) | Bandera de Letonia           | Letonia           |
| 24 de marzo de 2007      | Madrid                     | España            | Bandera de España            | 2:1 (2:0) | Bandera de Dinamarca         | Dinamarca         |
| 24 de marzo de 2007      | Vaduz                      | Liechtenstein     | Bandera de Liechtenstein     | 1:4 (1:4) | Bandera de Irlanda del Norte | Irlanda del Norte |
| 28 de marzo de 2007      | Belfast                    | Irlanda del Norte | Bandera de Irlanda del Norte | 2:1 (1:1) | Bandera de Suecia            | Suecia            |
| 28 de marzo de 2007      | Vaduz                      | Liechtenstein     | Bandera de Liechtenstein     | 1:0 (1:0) | Bandera de Letonia           | Letonia           |
| 28 de marzo de 2007      | Palma de Mallorca          | España            | Bandera de España            | 1:0 (0:0) | Bandera de Islandia          | Islandia          |
| 2 de junio de 2007       | Copenhague                 | Dinamarca         | Bandera de Dinamarca         | 0:3       | Bandera de Suecia            | Suecia            |
| 2 de junio de 2007       | Riga                       | Letonia           | Bandera de Letonia           | 0:2 (0:1) | Bandera de España            | España            |
| 2 de junio de 2007       | Reikiavik                  | Islandia          | Bandera de Islandia          | 1:1 (1:0) | Bandera de Liechtenstein     | Liechtenstein     |
| 6 de junio de 2007       | Vaduz                      | Liechtenstein     | Bandera de Liechtenstein     | 0:2 (0:2) | Bandera de España            | España            |
| 6 de junio de 2007       | Solna                      | Suecia            | Bandera de Suecia            | 5:0 (3:0) | Bandera de Islandia          | Islandia          |
| 6 de junio de 2007       | Riga                       | Letonia           | Bandera de Letonia           | 0:2 (0:2) | Bandera de Dinamarca         | Dinamarca         |
| 22 de agosto de 2007     | Belfast                    | Irlanda del Norte | Bandera de Irlanda del Norte | 3:1 (2:0) | Bandera de Liechtenstein     | Liechtenstein     |
| 8 de septiembre de 2007  | Riga                       | Letonia           | Bandera de Letonia           | 1:0 (0:0) | Bandera de Irlanda del Norte | Irlanda del Norte |
| 8 de septiembre de 2007  | Solna                      | Suecia            | Bandera de Suecia            | 0:0       | Bandera de Dinamarca         | Dinamarca         |
| 8 de septiembre de 2007  | Reikiavik                  | Islandia          | Bandera de Islandia          | 1:1 (1:0) | Bandera de España            | España            |
| 12 de septiembre de 2007 | Reikiavik                  | Islandia          | Bandera de Islandia          | 2:1 (1:0) | Bandera de Irlanda del Norte | Irlanda del Norte |
| 12 de septiembre de 2007 | Oviedo                     | España            | Bandera de España            | 2:0 (1:0) | Bandera de Letonia           | Letonia           |
| 12 de septiembre de 2007 | Århus                      | Dinamarca         | Bandera de Dinamarca         | 4:0 (4:0) | Bandera de Liechtenstein     | Liechtenstein     |
| 13 de octubre de 2007    | Århus                      | Dinamarca         | Bandera de Dinamarca         | 1:3 (0:2) | Bandera de España            | España            |
| 13 de octubre de 2007    | Vaduz                      | Liechtenstein     | Bandera de Liechtenstein     | 0:3 (0:2) | Bandera de Suecia            | Suecia            |
| 13 de octubre de 2007    | Reikiavik                  | Islandia          | Bandera de Islandia          | 2:4 (1:3) | Bandera de Letonia           | Letonia           |
| 17 de octubre de 2007    | Solna                      | Suecia            | Bandera de Suecia            | 1:1 (1:0) | Bandera de Irlanda del Norte | Irlanda del Norte |
| 17 de octubre de 2007    | Vaduz                      | Liechtenstein     | Bandera de Liechtenstein     | 3:0 (1:0) | Bandera de Islandia          | Islandia          |
| 17 de octubre de 2007    | Copenhague                 | Dinamarca         | Bandera de Dinamarca         | 3:1 (2:0) | Bandera de Letonia           | Letonia           |
| 17 de noviembre de 2007  | Riga                       | Letonia           | Bandera de Letonia           | 4:1 (2:1) | Bandera de Liechtenstein     | Liechtenstein     |
| 17 de noviembre de 2007  | Belfast                    | Irlanda del Norte | Bandera de Irlanda del Norte | 2:1 (0:0) | Bandera de Dinamarca         | Dinamarca         |
| 17 de noviembre de 2007  | Madrid                     | España            | Bandera de España            | 3:0 (2:0) | Bandera de Suecia            | Suecia            |
| 21 de noviembre de 2007  | Las Palmas de Gran Canaria | España            | Bandera de España            | 1:0 (0:0) | Bandera de Irlanda del Norte | Irlanda del Norte |
| 21 de noviembre de 2007  | Copenhague                 | Dinamarca         | Bandera de Dinamarca         | 3:0 (2:0) | Bandera de Islandia          | Islandia          |
| 21 de noviembre de 2007  | Solna                      | Suecia            | Bandera de Suecia            | 2:1 (1:1) | Bandera de Letonia           | Letonia           |

### Grupo G
| Pos. | Equipo       | Pts. | PJ | G | E | P  | GF | GC | Dif. | Clasificación |
| ---- | ------------ | ---- | -- | - | - | -- | -- | -- | ---- | ------------- |
| 1    | Rumania      | 29   | 12 | 9 | 2 | 1  | 26 | 7  | +19  | Eurocopa 2008 |
| 2    | Países Bajos | 26   | 12 | 8 | 2 | 2  | 15 | 5  | +10  | Eurocopa 2008 |
| 3    | Bulgaria     | 25   | 12 | 7 | 4 | 1  | 18 | 7  | +11  |               |
| 4    | Bielorrusia  | 13   | 12 | 4 | 1 | 7  | 17 | 23 | −6   |               |
| 5    | Albania      | 11   | 12 | 2 | 5 | 5  | 12 | 18 | −6   |               |
| 6    | Eslovenia    | 11   | 12 | 3 | 2 | 7  | 9  | 16 | −7   |               |
| 7    | Luxemburgo   | 3    | 12 | 1 | 0 | 11 | 2  | 23 | −21  |               |

 Fuente: [cita requerida]
| Fecha                    | Lugar                |              |                             | Resultado |                             |              |
| ------------------------ | -------------------- | ------------ | --------------------------- | --------- | --------------------------- | ------------ |
| 2 de septiembre de 2006  | Constanza            | Rumania      | Bandera de Rumania          | 2:2 (2:0) | Bandera de Bulgaria         | Bulgaria     |
| 2 de septiembre de 2006  | Minsk                | Bielorrusia  | Bandera de Bielorrusia      | 2:2 (2:1) | Bandera de Albania          | Albania      |
| 2 de septiembre de 2006  | Ciudad de Luxemburgo | Luxemburgo   | Bandera de Luxemburgo       | 0:1 (0:1) | Bandera de los Países Bajos | Países Bajos |
| 6 de septiembre de 2006  | Tirana               | Albania      | Bandera de Albania          | 0:2 (0:0) | Bandera de Rumania          | Rumania      |
| 6 de septiembre de 2006  | Eindhoven            | Países Bajos | Bandera de los Países Bajos | 3:0 (1:0) | Bandera de Bielorrusia      | Bielorrusia  |
| 6 de septiembre de 2006  | Sofía                | Bulgaria     | Bandera de Bulgaria         | 3:0 (0:0) | Bandera de Eslovenia        | Eslovenia    |
| 7 de octubre de 2006     | Constanza            | Rumania      | Bandera de Rumania          | 3:1 (2:1) | Bandera de Bielorrusia      | Bielorrusia  |
| 7 de octubre de 2006     | Sofía                | Bulgaria     | Bandera de Bulgaria         | 1:1 (1:0) | Bandera de los Países Bajos | Países Bajos |
| 7 de octubre de 2006     | Celje                | Eslovenia    | Bandera de Eslovenia        | 2:0 (2:0) | Bandera de Luxemburgo       | Luxemburgo   |
| 11 de octubre de 2006    | Minsk                | Bielorrusia  | Bandera de Bielorrusia      | 4:2 (1:2) | Bandera de Eslovenia        | Eslovenia    |
| 11 de octubre de 2006    | Ciudad de Luxemburgo | Luxemburgo   | Bandera de Luxemburgo       | 0:1 (0:1) | Bandera de Bulgaria         | Bulgaria     |
| 11 de octubre de 2006    | Ámsterdam            | Países Bajos | Bandera de los Países Bajos | 2:1 (2:0) | Bandera de Albania          | Albania      |
| 24 de marzo de 2007      | Róterdam             | Países Bajos | Bandera de los Países Bajos | 0:0       | Bandera de Rumania          | Rumania      |
| 24 de marzo de 2007      | Ciudad de Luxemburgo | Luxemburgo   | Bandera de Luxemburgo       | 1:2 (0:1) | Bandera de Bielorrusia      | Bielorrusia  |
| 24 de marzo de 2007      | Shkodër              | Albania      | Bandera de Albania          | 0:0       | Bandera de Eslovenia        | Eslovenia    |
| 28 de marzo de 2007      | Piatra Neamţ         | Rumania      | Bandera de Rumania          | 3:0 (1:0) | Bandera de Luxemburgo       | Luxemburgo   |
| 28 de marzo de 2007      | Celje                | Eslovenia    | Bandera de Eslovenia        | 0:1 (0:0) | Bandera de los Países Bajos | Países Bajos |
| 28 de marzo de 2007      | Sofía                | Bulgaria     | Bandera de Bulgaria         | 0:0       | Bandera de Albania          | Albania      |
| 2 de junio de 2007       | Celje                | Eslovenia    | Bandera de Eslovenia        | 1:2 (0:0) | Bandera de Rumania          | Rumania      |
| 2 de junio de 2007       | Tirana               | Albania      | Bandera de Albania          | 2:0 (1:0) | Bandera de Luxemburgo       | Luxemburgo   |
| 2 de junio de 2007       | Minsk                | Bielorrusia  | Bandera de Bielorrusia      | 0:2 (0:1) | Bandera de Bulgaria         | Bulgaria     |
| 6 de junio de 2007       | Timişoara            | Rumania      | Bandera de Rumania          | 2:0 (1:0) | Bandera de Eslovenia        | Eslovenia    |
| 6 de junio de 2007       | Ciudad de Luxemburgo | Luxemburgo   | Bandera de Luxemburgo       | 0:3 (0:2) | Bandera de Albania          | Albania      |
| 6 de junio de 2007       | Sofía                | Bulgaria     | Bandera de Bulgaria         | 2:1 (2:1) | Bandera de Bielorrusia      | Bielorrusia  |
| 8 de septiembre de 2007  | Minsk                | Bielorrusia  | Bandera de Bielorrusia      | 1:3 (1:1) | Bandera de Rumania          | Rumania      |
| 8 de septiembre de 2007  | Ciudad de Luxemburgo | Luxemburgo   | Bandera de Luxemburgo       | 0:3 (0:2) | Bandera de Eslovenia        | Eslovenia    |
| 8 de septiembre de 2007  | Ámsterdam            | Países Bajos | Bandera de los Países Bajos | 2:0 (1:0) | Bandera de Bulgaria         | Bulgaria     |
| 12 de septiembre de 2007 | Celje                | Eslovenia    | Bandera de Eslovenia        | 1:0 (1:0) | Bandera de Bielorrusia      | Bielorrusia  |
| 12 de septiembre de 2007 | Sofía                | Bulgaria     | Bandera de Bulgaria         | 3:0 (2:0) | Bandera de Luxemburgo       | Luxemburgo   |
| 12 de septiembre de 2007 | Tirana               | Albania      | Bandera de Albania          | 0:1 (0:0) | Bandera de los Países Bajos | Países Bajos |
| 13 de octubre de 2007    | Gómel                | Bielorrusia  | Bandera de Bielorrusia      | 0:1 (0:0) | Bandera de Luxemburgo       | Luxemburgo   |
| 13 de octubre de 2007    | Constanza            | Rumania      | Bandera de Rumania          | 1:0 (0:0) | Bandera de los Países Bajos | Países Bajos |
| 13 de octubre de 2007    | Celje                | Eslovenia    | Bandera de Eslovenia        | 0:0       | Bandera de Albania          | Albania      |
| 17 de octubre de 2007    | Ciudad de Luxemburgo | Luxemburgo   | Bandera de Luxemburgo       | 0:2 (0:1) | Bandera de Rumania          | Rumania      |
| 17 de octubre de 2007    | Eindhoven            | Países Bajos | Bandera de los Países Bajos | 2:0 (1:0) | Bandera de Eslovenia        | Eslovenia    |
| 17 de octubre de 2007    | Tirana               | Albania      | Bandera de Albania          | 1:1 (1:0) | Bandera de Bulgaria         | Bulgaria     |
| 17 de noviembre de 2007  | Sofía                | Bulgaria     | Bandera de Bulgaria         | 1:0 (1:0) | Bandera de Rumania          | Rumania      |
| 17 de noviembre de 2007  | Tirana               | Albania      | Bandera de Albania          | 2:4 (2:2) | Bandera de Bielorrusia      | Bielorrusia  |
| 17 de noviembre de 2007  | Róterdam             | Países Bajos | Bandera de los Países Bajos | 1:0 (1:0) | Bandera de Luxemburgo       | Luxemburgo   |
| 21 de noviembre de 2007  | Bucarest             | Rumania      | Bandera de Rumania          | 6:1 (1:0) | Bandera de Albania          | Albania      |
| 21 de noviembre de 2007  | Minsk                | Bielorrusia  | Bandera de Bielorrusia      | 2:1 (0:0) | Bandera de los Países Bajos | Países Bajos |
| 21 de noviembre de 2007  | Celje                | Eslovenia    | Bandera de Eslovenia        | 0:2 (0:0) | Bandera de Bulgaria         | Bulgaria     |

## Goleadores
| Jugador            | Selección         | Goles | Min. |
| ------------------ | ----------------- | ----- | ---- |
| David Healy        | Irlanda del Norte | 13    | 895' |
| Eduardo da Silva   | Croacia           | 12    | 881' |
| Cristiano Ronaldo  | Portugal          | 8     | 973' |
| Lukas Podolski     | Alemania          | 7     | 480' |
| Euzebiusz Smolarek | Polonia           | 7     | 734' |
| David Villa        | España            | 7     | 783' |
| Jon Dahl Tomasson  | Dinamarca         | 7     | 899' |
| Marek Mintál       | Eslovaquia        | 6     | 521' |
| Mladen Petrić      | Croacia           | 6     | 566' |
| Roberto Colautti   | Israel            | 6     | 621' |
| Hakan Şükür        | Turquía           | 6     | 650' |
| Nikola Žigić       | Serbia            | 6     | 687' |
| Martin Petrov      | Bulgaria          | 6     | 694' |
| Adrian Mutu        | Rumania           | 6     | 805' |

## Clasificados
| Alemania | Austria | Croacia | España | Francia | Grecia |
| -------- | ------- | ------- | ------ | ------- | ------ |

| Italia | Países Bajos | Polonia | Portugal | República Checa | Rumania |
| ------ | ------------ | ------- | -------- | --------------- | ------- |

|  | Rusia | Suecia | Suiza | Turquía |  |
|  | ----- | ------ | ----- | ------- |  |